# Joanna Newsom
Joanna Caroline Newsom (Nevada City, 18 gennaio 1982) è una cantautrice e arpista statunitense.
Proveniente da Nevada City (in California), si è imposta nel panorama musicale indie grazie a un album, Ys, che è stato tra i più apprezzati del 2006. Dallo stile che unisce tradizione e modernità, viene spesso accostata a Björk e Tori Amos.

## Carriera
Newsom è stata istruita a suonare l'arpa celtica da un insegnante di Nevada City. Successivamente è passata all'arpa a pedali e ha cominciato a comporre in proprio. Ha studiato composizione e scrittura creative al Mills College in California. Dopo il tour con Will Oldham e la pubblicazione di due EP autoprodotti (Walnut Whales nel 2002 e Yarn and Glue nel 2003), è stata presto segnalata all'etichetta Drag City.
Il suo album di debutto The Milk-Eyed Mender esce nel marzo 2004. Una canzone dell'album Bridges and Balloons è stata utilizzata come cover dai Decemberists nel loro EP Picaresqueties. Un'altra canzone, Sprout and the Bean, è stata usata come cover dai Moscow Coup Attempt e da Sholi. In seguito Newsom ha accompagnato nei tour Devendra Banhart e i Vetiver.
La sua notorietà è cresciuta anche grazie ad alcuni spettacoli dal vivo e ad alcune apparizioni al Jimmy Kimmel Live! alla ABC. Il suo secondo album, Ys, è uscito nel novembre del 2006. L'album si avvale di molte collaborazioni come quella di Van Dyke Parks, che ha realizzato le orchestrazioni, di Steve Albini che ha prodotto e registrato la base, la parte per voce e arpa, e di Jim O'Rourke, compagno di etichetta alla drag City, che ha realizzato il missaggio. Newsom ha raccontato di aver avuto l'idea di avere Van Dyke Parks come arrangiatore di Ys subito dopo l'ascolto dell'album di Parks Song Cycle. L'album Ys si è collocato al terzo posto nella classifica dei migliori album del 2006 della rivista Pitchfork.
Nel 2007 è uscito l'EP Joanna Newsom and the Ys Street Band, contenente l'inedita Colleen e la riproposizione, di Clam, Crab, Cockle, Cowrie (da The Milk-Eyed Mender) e di Cosmia (da Ys). Nel 2014 è la narratrice del film Vizio di forma di Paul Thomas Anderson.

## Stile
Anche se il suo modo di suonare l'arpa non si è distaccato del tutto dalla tecnica arpistica convenzionale, Joanna Newsom considera il proprio stile come distinto da quello degli arpisti classici. È stata fortemente influenzata dallo stile polimetrico utilizzato dai suonatori di kora dell'Africa Occidentale. La sua insegnante di arpa, Diana Stork, le ha insegnato lo schema di base della battuta 4 contro 3, che crea un modello amalgamante e multiforme che può essere ascoltato in Ys, particolarmente nella sezione centrale di “Sawdust and Diamonds”.
I mass media l'hanno etichettata come uno dei più importanti elementi del moderno movimento psych folk, anche se lei non si sente legata a nessun movimento musicale in particolare. Il suo stile compositivo incorpora elementi della musica appalachiana, dell'avanguardia moderna e dei ritmi della kora africana. Lo stile vocale di Joanna Newsom è non convenzionale. Nel novembre del 2006 una pubblicazione della rivista The Wire ha descritto la sua voce come “inaddomesticabile”, con ombreggiature di folk e timbri di nota basati sulla musica appalachiana. Newsom ha comunque espresso disappunto per i commenti che descrivono la sua voce come infantile.

## Testi
Altra peculiarità di Newsom è la ricchezza dei testi e la centralità che questi assumono nella sua musica. In effetti alcune delle sue composizioni più lunghe (soprattutto in Ys) sono dei racconti messi in musica con il linguaggio retorico della poesia: sul versante del significante si nota l'uso massiccio di figure del suono come l'allitterazione e la rima interna; sul versante del significato Newsom usa spesso la metafora e l'allegoria, combinandole con immagini poetiche e con riferimenti letterari.

## Vita privata
Newsom è sposata con l'attore Andy Samberg dal 2013. I due si sono conosciuti a un suo concerto nel 2006. La coppia ha avuto una figlia l'8 agosto 2017. La famiglia vive a Los Angeles nella villa Moorcrest, progettata da Marie Russak nel 1921 e un tempo appartenuta a Mary Astor e precedentemente a Charlie Chaplin.

## Discografia

### Album in studio
- 2004 - The Milk-Eyed Mender
- 2006 - Ys
- 2010 - Have One on Me
- 2015 - Divers

### EP
- 2002 - Walnut Whales
- 2003 - Yarn and Glue
- 2007 - Joanna Newsom and the Ys Street Band

### Singoli
- 2004 - Sprout and the Bean
- 2011 - What We Have Known